# مقاطعة ديل نورت (كاليفورنيا)
مقاطعة ديل نورت (بالإنجليزية: Del Norte County)‏ هي إحدى مقاطعات ولاية كاليفورنيا في الولايات المتحدة الأمريكية.